# 415 v.Chr.
Het jaar 415 v.Chr. is een jaartal volgens de christelijke jaartelling.

## Gebeurtenissen

### Griekenland
- Mede op verzoek van de ballingen van Leontini en de gezanten van Segesta stuurt Athene een strafexpeditie onder leiding van Nicias, Lamachus en Alcibiades naar Syracuse op Sicilië.
- Tijdens een uitbundige "afscheidsviering" aan de vooravond van de Siciliaanse Expeditie doet zich in Athene een geval van ergerlijke heiligschennis voor (het zogenaamde Hermokopidenschandaal), waaraan Alcibiades en zijn vrienden medeplichtig geacht worden.
- Andokides wordt eveneens vanwege de heiligschennis verbannen.
- In de zomer vertrekt de Atheense vloot (134 triremes) met aan boord 6400 soldaten uit Piraeus naar Sicilië.
- De Atheners maken een begin met de belegering van Syracuse, Nicias krijgt vanuit Athene versterkingen.
- Alcibiades wordt door Athene onder arrest gesteld, vanwege het Hermenschandaal en profaniteiten tegen de Mysteriën van Eleusis. Hij weet te ontsnappen en vlucht met zijn schip naar de Peloponnesos waar Sparta hem politiek asiel aanbiedt. In Athene wordt Alcibiades in absentia ter dood veroordeeld.